# 2963 Чень Цзяген
2963 Чень Цзяген (2963 Chen Jiageng) — астероїд головного поясу, відкритий 9 листопада 1964 року.
Тіссеранів параметр щодо Юпітера — 3,293.